# M163 VADS
Hệ thống M163 Vulcan Air Defense System (VADS) là một Vũ khí phòng không tự hành (SPAAG) được trang bị cho Lục quân Mỹ. Pháo M168 là một phiên bản của pháo nòng xoay M61 Vulcan cỡ nòng 20 mm (0,79 in) do General Dynamics sản xuất, đây cũng là loại pháo tiêu chuẩn trong quân đội Mỹ từ những năm 1960s, được gắn lên xe thiết giáp hoặc xe kéo.

## Đặc điểm kỹ thuật
Hệ thống pháo được đặt trên xe thiết giáp dựa trên M-113 với tên gọi M741. Hệ thống pháo phòng không M163 được phát triển để bổ sung cho M48 Chaparral có tầm bắn xa hơn. M163 sử dụng radar định tầm cỡ nhỏ AN/VPS-2, và kính ngắm quang học M61. Hệ thống phù hợp cho hoạt động tác chiến ban đêm với việc trang bị kính nhìn đêm series AN/PVS gắn bên phải kính ngắm chính.
Tốc độ bắn của pháo đạt 3.000 viên/phút theo chế độ bắn loạt 10, 30, 60 hay 100 viên một, hoặc nó có khả năng bắn liên tục với tốc độ bắn 1.000 viên/phút.

## Hiệu suất
Hệ thống pháo phòng không M163 có cự ly tác xạ với đạn 20x102mm là 1.200 mét (3.900 ft), và đạn phòng không chuyên dụng HEI-T có khả năng tự hủy ở khoảng cách 1.800 mét (5.900 ft), một cự ly tương đối ngắn. Ngoài ra, radar chỉ có khả năng định tầm và không có khả năng tìm kiếm mục tiêu.
Trong biên chế quân đội Mỹ và Israel, VADS ít khi được sử dụng như vai trò chính của nó-đối phó với các mục tiêu bay thấp. Thay vào đó, hệ thống pháo Vulcan từ cuối những năm 1980s và đầu những năm 1990s đã được sử dụng như là vũ khí chính hỗ trợ tấn công các mục tiêu mặt đất. VADS đã tham gia cuộc chiến tại Panama năm 1989 trong Chiến dịch Just Cause với vai trò hỗ trợ hỏa lực cho lính Mỹ. Thành tích chiến đấu của nó là đã đánh chìm tàu tuần tra của lực lượng phòng vệ Panama. Chiến dịch cuối cùng có sự tham gia của M163 VADS là chiến dịch Bão táp sa mạc.

## Nâng cấp và thay thế
Nhằm cung cấp một hệ thống phòng không Lục quân hiệu quả hơn và có khả năng chống lại mục tiêu như máy bay trực thăng mang tên lửa chống tăng có khả năng tấn công tầm xa hơn cự ly tác xạ của pháo, VADS dự kiến sẽ được thay thế bằng hệ thống M247 Sergeant York DIVADS (Divisional Air Defense System), tuy nhiên hệ thống này không được sản xuất do chi phí phát triển quá cao, các vấn đề về kỹ thuật và có tính năng nghèo nàn.
Vào năm 1984, hệ thống VADS nâng cấp (PIVADS) (viết tắt của Product-Improved VADS) đã được giới thiệu, có hiệu suất được cải thiện đáng kể về độ chính xác và dễ dàng vận hành, nhưng vẫn sử dụng cỡ đạn 20x102 mm. Năm 1988, xe được trang bị thêm bệ phóng tên lửa vác vai Stinger cùng với hai quả đạn tên lửa.
Cuối cùng, hệ thống M163 đã được quân đội Mỹ thay thế bằng hệ thống M1097 Avenger và M6 Linebacker, được phát triển dựa trên xe thiết giáp M2 Bradley với tên lửa FIM-92 Stinger thay cho tên lửa chống tăng BGM-71 TOW: tên lửa Stinger giúp kíp chiến đấu có khả năng tiêu diệt máy bay trực thăng tấn công của đối phương trước khi nó tiếp cận đủ gần để phóng tên lửa chống tăng, cũng như giúp kíp chiến đấu chống lại các máy bay cánh cố định. Đơn vị Lục quân Mỹ cuối cùng đã loại biên hệ thống phòng không dựa trên pháo Vulcan từ năm 1994.

## Đạn
Một số loại đạn cỡ 20x102 mm được phát triển để sử dụng trên M163. Trong đó có đạn M246 HEI-T-SD sử dụng trong vai trò phòng không, trong khi đạn M56 HEI được sử dụng trong hỗ trợ tấn công mặt đất. Trong khi hệ thống nâng cấp PIVADS có thêm đạn xuyên giáp Mk 149, có phạm vi tác xạ hiệu quả lớn hơn nhiều nhờ có vận tốc cao hơn và không có cơ chế tự hủy.
| Mã định danh | Kiểu     | Trọng lượng đạn (g)          | Lượng nổ (g)                           | Vận tốc đầu nòng (m/s) | Mô tả |
| ------------ | -------- | ---------------------------- | -------------------------------------- | ---------------------- | --- |
| M56A3/A4     | HEI      | 102                          | 9 g HE (RDX/wax/Al) và 1,5 g chất cháy | 1.030                  | Không vạch đường. |
| M246/A1      | HEI-T-SD | 102                          | 8 g HE                                 | 1.030                  | Đạn vạch đường M56, M246 cũng sử dụng liều phóng như M56A3 và M246A1. Đạn vạch đường tự hủy sau 3-7 giây, ở cự ly khoảng 1.800 mét (5.900 ft)                                                                     |
| M940         | MPT-SD   | 105                          | 9 g A-4/RDX/wax                        | 1.050                  | Đạn đa dụng, sử dụng cho cả Hải quân và trực thăng. Độ xuyên: 12,5 mm (0,49 in) giáp RHA ở góc chạm 0 độ cự ly 518 m (1.700 ft), 6,3 mm (0,25 in) góc chạm 60 độ cự ly 940 m (3.080 ft).                          |
| Mk 149       | APDS     | projectile: 93 penetrator 70 | none                                   | 1.120                  | Đạn ổn định tự quay 12 mm (0,47 in) dưới cỡ với thanh xuyên uranium nghèo. Độ xuyên: 23 mm (0,91 in) giáp ở góc chạm 45 độ từ cự ly 1.000 m (3.300 ft) và 19 mm (0,75 in) góc chạm 45 độ cự ly 2.000 m (6.600 ft) |
| M55          | TP       | [ 7 ]                        | none                                   | 1,030                  | Đạn huấn luyện dựa trên đạn M53 |
| M220         | TP-T     |                              | none                                   | 1,030                  | đạn huấn luyện vạch đường, thời gian cháy 1,9 giây |

## Đặc tính kỹ thuật
- Giáp:
  - trước: 38 mm (1,5 in)
  - cạnh: 45 đến 32 mm (1,8 đến 1,3 in)
  - sau/nóc xe: 38 mm (1,5 in)
  - Sàn xe: 29 mm (1,1 in)

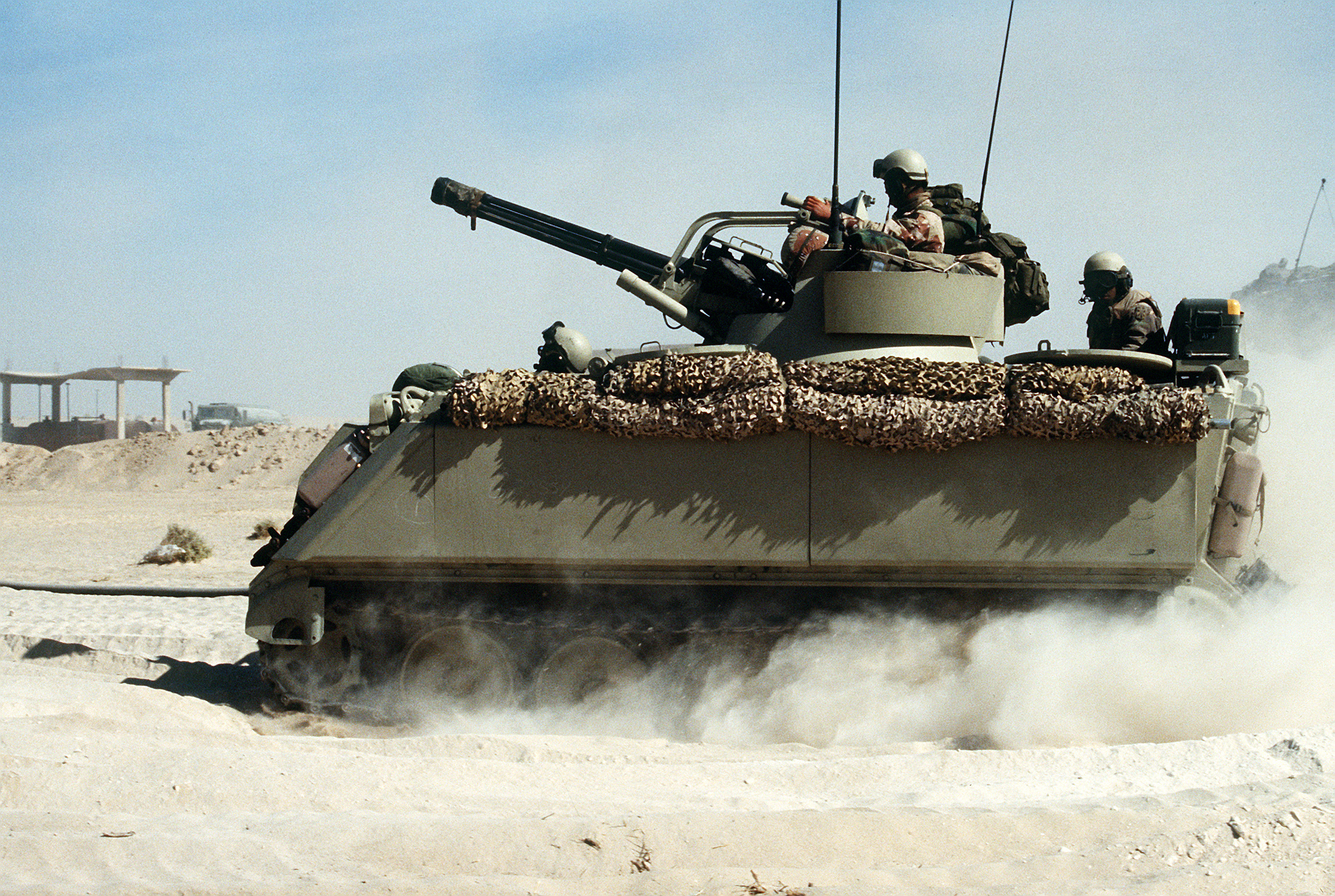
Xe M163 trong chiến dịch Lá chắn sa mạc.

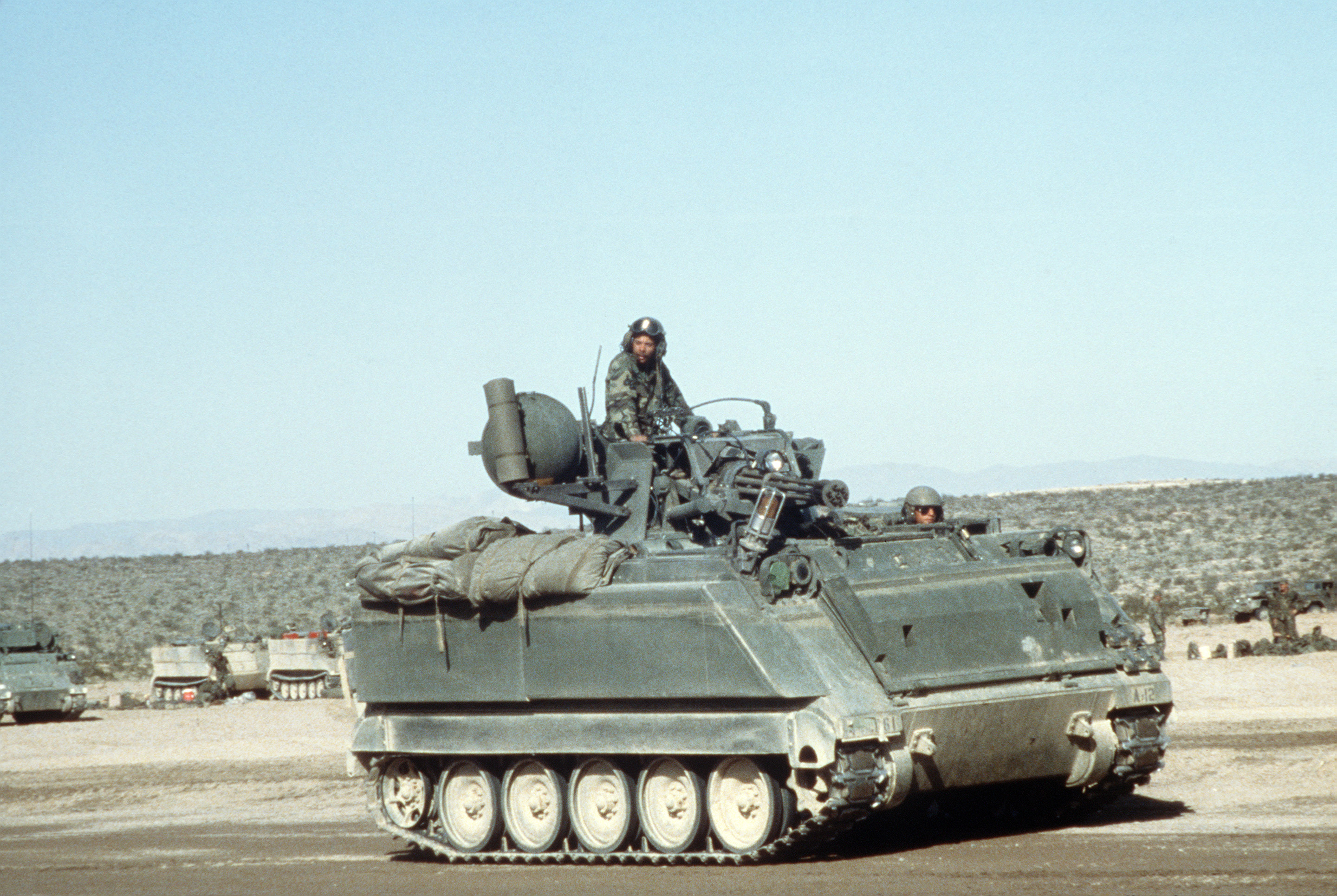
M163 trở về sau cuộc huấn luyện tại Fort Irwin, California.

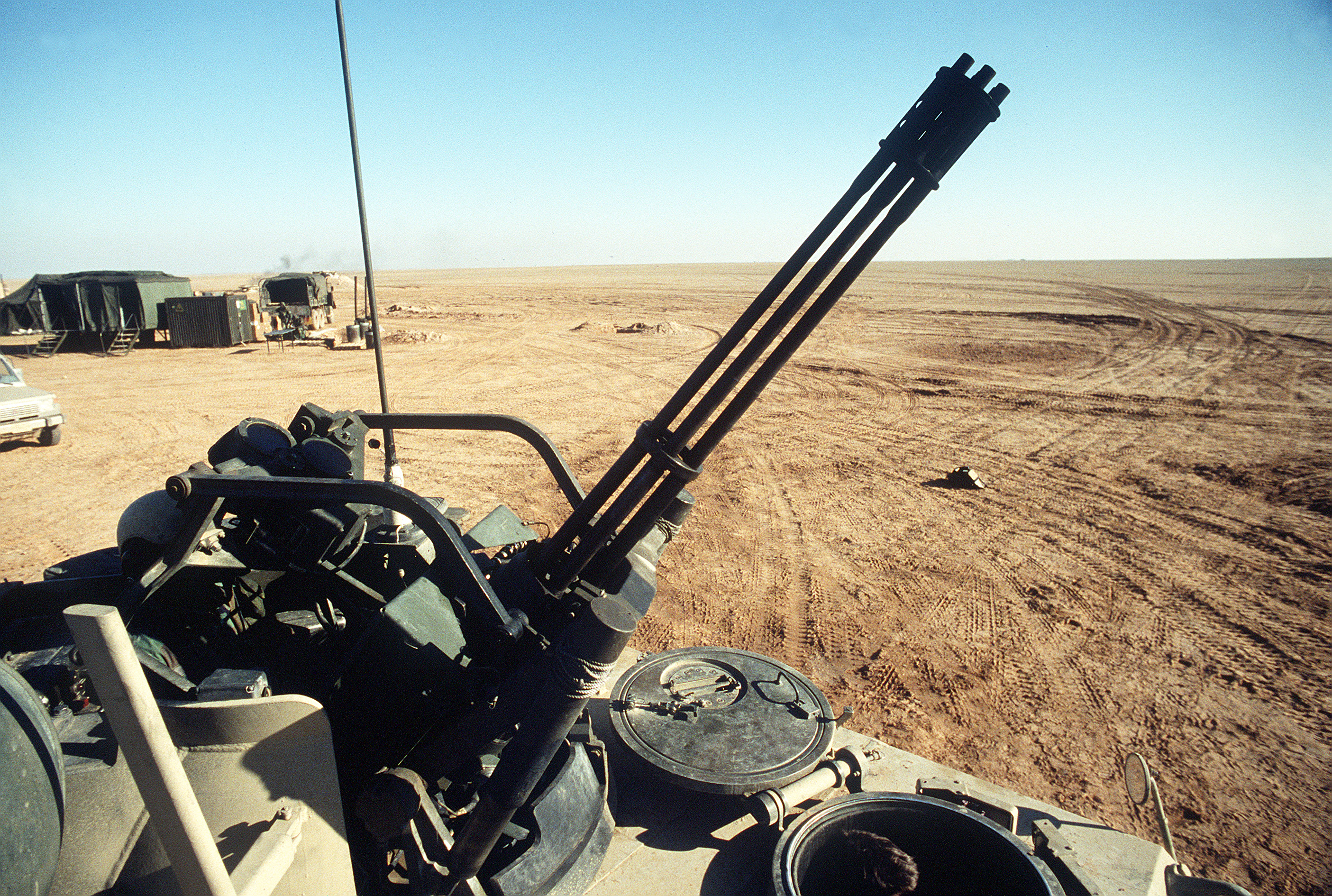
Pháo 20 mm Vulcan trên M163 VADS.

- Thông số súng M168 trên xe thiết giáp M163:
  - Cự ly tác xạ hiệu quả: 
    - M246 (mục tiêu bay): 1.200 m (3.900 ft)
    - Mk149 (mục tiêu bay): 2.500 m (8.200 ft)
    - M56 (mục tiêu mặt đất): 3.000 m (9.800 ft)

  - Tầm bắn tối đa: M246: 1.800 m (5.900 ft)
  - Tốc độ bắn tối đa: 1.000 phát/phút bắn liên tục, 3.000 phát/phút chế độ bắn loạt 10, 30, 60 hay 100 viên[8]
  - Góc nâng hạ nòng: +80° đến −5° tốc độ 45°/giây
  - Tốc độ quay tháp pháo: 360° tốc độ 60°/s
  - Đạn dược: 
    - M167: 500 viên.
    - M163: 1.100 nạp sẵn, 1.000 dự trữ

## Các phiên bản
- M163
  - M163A1
  - M163A2
  - M163 PIVADS (1984) nâng cấp tăng độ chính xác, được tiến hành bởi Lockheed Electronics Company gồm bộ vi xử lý kỹ thuật số. PIVADS sử dụng khung gầm M741A1 và các cải tiến của M163A2.
- M167 Phiên bản xe kéo.
- Machbet Phiên bản của Israel với việc bổ sung 4 ống phóng FIM-92, cải tiến hệ thống bắt bám mục tiêu và khả năng chia sẻ thông tin với các radar mạnh hơn.

## Vận hành

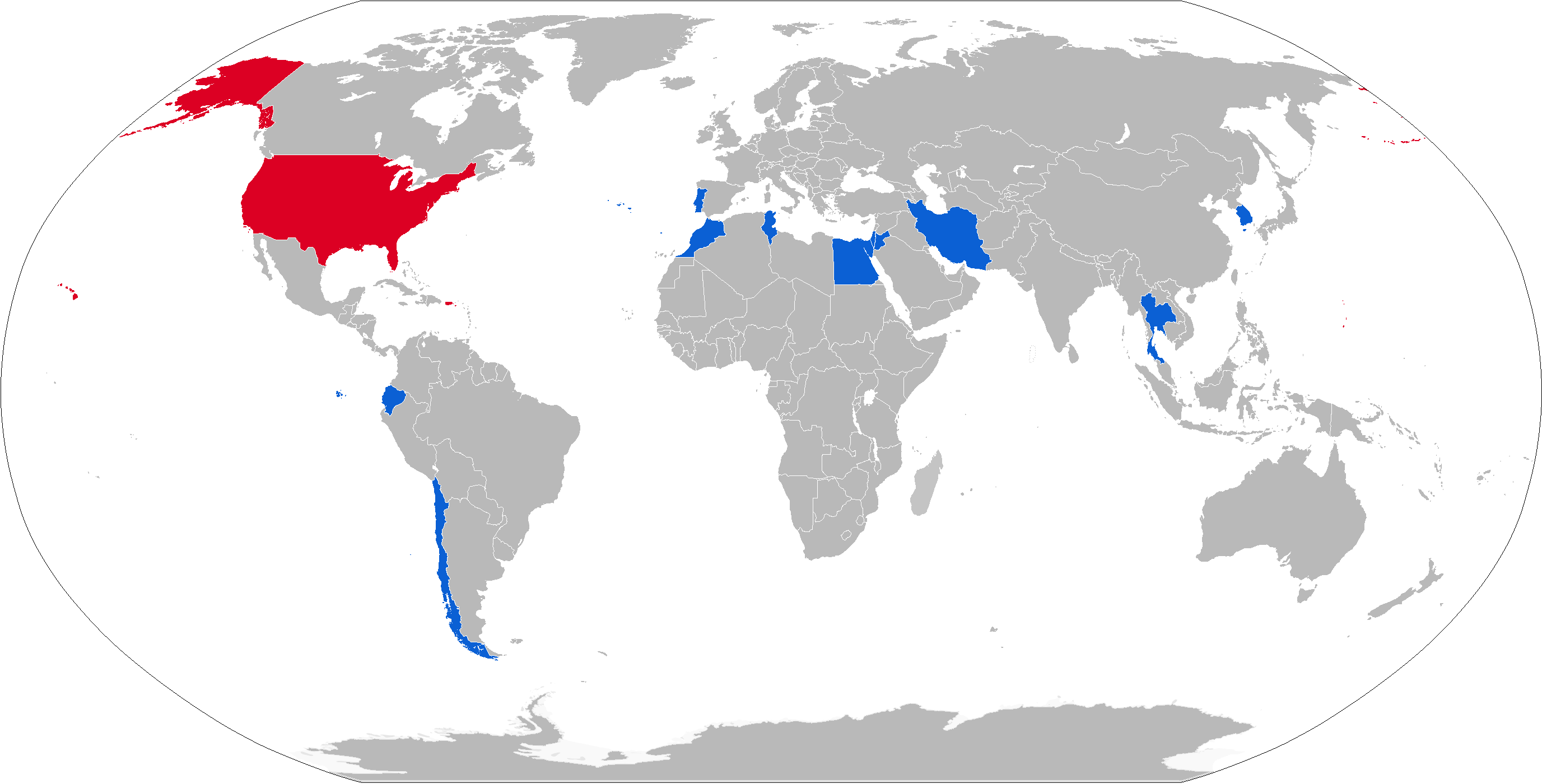
Bản đồ các quốc gia sử dụng M163 màu xanh và từng sử dụng màu đỏ

### Current operators
- Chile [9]:405
- Ecuador - 44[9]:413
- Ai Cập – 108 xe trong trang bị [cần dẫn nguồn]
- Iran [cần dẫn nguồn]
- Jordan – 120 xe trong trang bị RJAF [cần dẫn nguồn]
- Maroc [cần dẫn nguồn]
- Ả Rập Xê Út - 90[9]:368
- Thái Lan – 24 [10][11]
- Tunisia [cần dẫn nguồn]

### Former operators
- Hoa Kỳ
- Bồ Đào Nha .[12]
- Israel .